# Инозин пранобекс
Инозин пранобекс е синтетично вещество, производно на пурина, с имуностимулиращо действие.

## Описание
Благоприятства функцията на T-клетките, повишава производството на имуноглобулин G, нормализира активността на лимфоцитите под въздействието на кортикостероиди.
Използва се при грип, херпес, инфекциозна мононуклеоза, морбили, папиломавирусни инфекции и други.